# Объект 787
Объект 787 «Гадюка» (в некоторых источниках именуется как «Объект 745») — российская опытная боевая машина поддержки танков (БМПТ).
БМПТ разработана в конструкторском бюро Челябинского тракторного завода на базе основного танка Т-72АВ. Серийно не производилась.

## История создания
После развала Советского Союза все работы над боевой машиной поддержки танков «Объект 781» были прекращены. Однако, Первая Чеченская кампания вновь показала необходимость подобных машин в войсках. Кроме того, базы хранения Министерства обороны Российской Федерации — России были заполнены поступившими основными танками Т-72 из ранее союзных государств (республик), бывших членов Союза и Варшавского договора.
В 1995 году, в инициативном порядке, Опытный завод № 100 Челябинского тракторного завода (ЧТЗ) за свои средства, под руководством директора опытного завода Попова Павла Федоровича, на основании его патента на боевое отделение начало проектирование новой боевой машины поддержки танков на базе среднего танка Т-72. В 1996 году был создан опытный образец. Испытания стрельбой показали высокую эффективность данной боевой машины. Положительную реакцию машина вызвала у комиссии, возглавляемой начальником ГАБТУ Маевым Сергеем Александровичем. Началась активная рекламная кампания по радио и телевидению, посвященная возрождению «Танкограда» накануне губернаторских выборов. Однако, подобные действия контролирующими органами были расценены как «Разглашение государственной тайны». Началось расследование, по результатам которого, Опытный завод был ликвидирован, было запрещено проводить дальнейшую работу над «Объектом 787», а опытный образец был передан на полигон в Кубинке для хранения. В дальнейшем был отреставрирован и перевезён в один из ангаров парка Патриот. (https://parkpatriot.ru/novosti/obekt-787-gadyuka-zanyal-dostoynoe-mesto-v-ekspozitsii/)

## Описание конструкции
Объект 787 был создан на базе танка Т-72АВ. Корпус остался практически без изменений, с башни было демонтировано основное вооружение. На корпусе и башне устанавливалась динамическая защита «Контакт-1».

### Вооружение
Блоки основного вооружения представляли собой две автоматические пушки 2А72, спаренные с ними 7,62-мм пулемёты ПКТ, а также пусковые установки с НУРС. Блоки были соединены единым валом, наводились синхронно и устанавливались по бортам башни. В задней части машины дополнительно были установлены два 12,7-мм зенитных пулемёта НСВТ.